# 윤아름
윤아름(1991년 5월 24일 ~ )은 대한민국의 배우이다.

## 학력
- 동구여자중학교
- 성신여자고등학교
- 서경대학교 연극영화학부

## 연기 활동

### 드라마
- 2006년 SBS 월화드라마 《연애시대》 ... 어린 정유경 역 (문정희 아역)
- 2009년 KBS1 일일연속극 《다 함께 차차차》 ... 여학생 역
- 2010년 MBC 수목드라마 《장난스런 키스》 ... 서유리 역
- 2016년 KBS1 대하드라마 《장영실》 ... 을선 역

### 영화
- 2010년 《작은 연못》 ... 김씨 막내딸, 정이 역
- 2010년 《이끼》 ... 어린 이영지 역 (유선 아역)
- 2016년 《올레》 ... 커플녀 역

### 뮤지컬
- 2005년 마법전사 미르가온
- 2006년 어린이 연금술사
- 2007년 후크선장과 띠보
- 2009년 파라오는 살아있다
- 2010년 그리스로마신화 메두사를 찾아라

### 연극
- 2017년 역시 - 당신이 몰랐던 시간 ... 은아 역

## 뮤직비디오
- 2018년 휘경동(송이한) - 이유

## 수상
- 2011년 전국대학생뮤지컬 페스티벌 대상 및 여자연기상
- 2014년 아시아연극대학 페스티벌 연기상